# Chi Vảy tê tê
Chi Vảy tê tê (danh pháp: Phyllodium) là một chi thực vật có hoa thuộc họ Fabaceae. Nó thuộc phân họ Faboideae.

## Hình ảnh

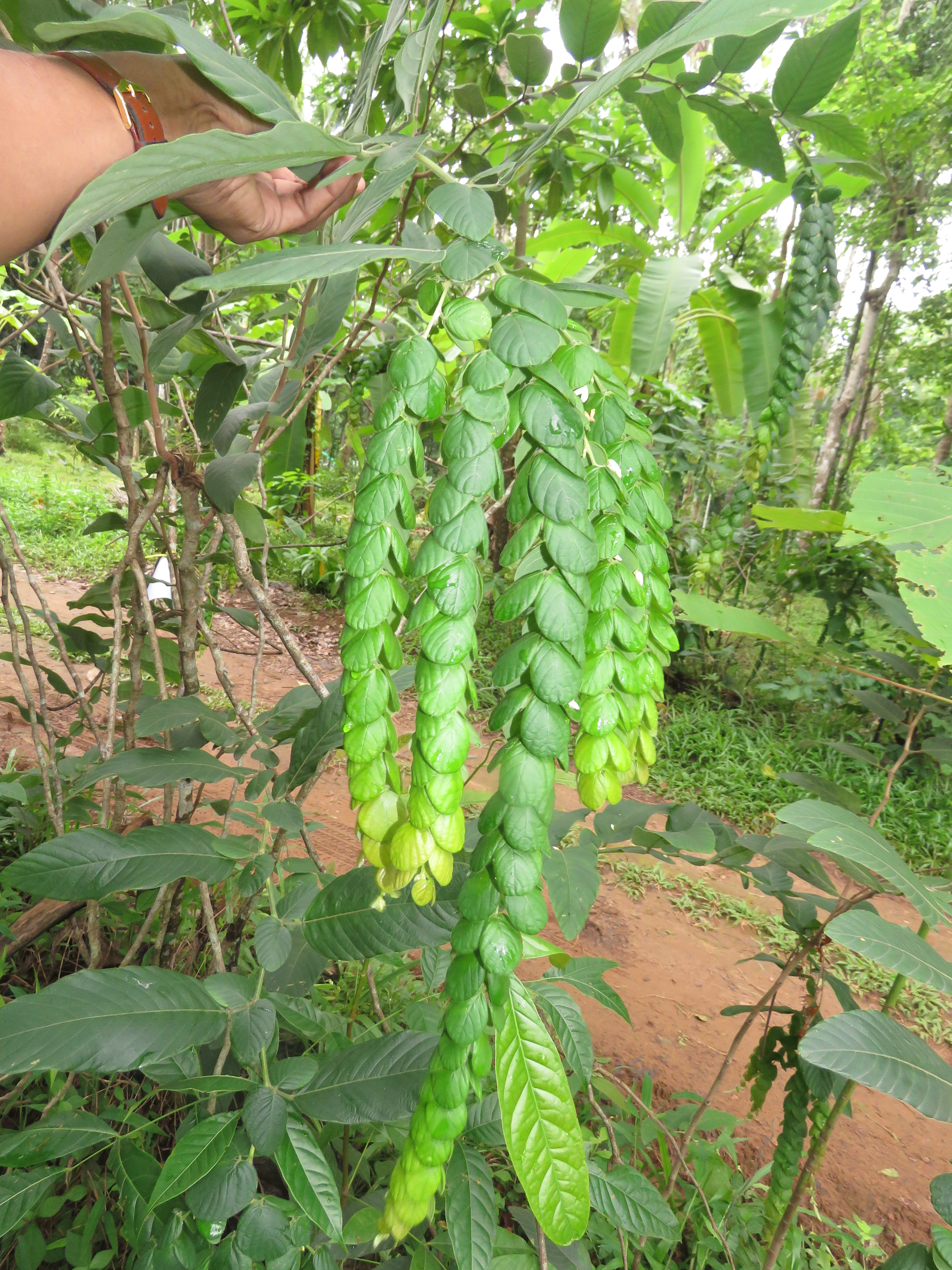
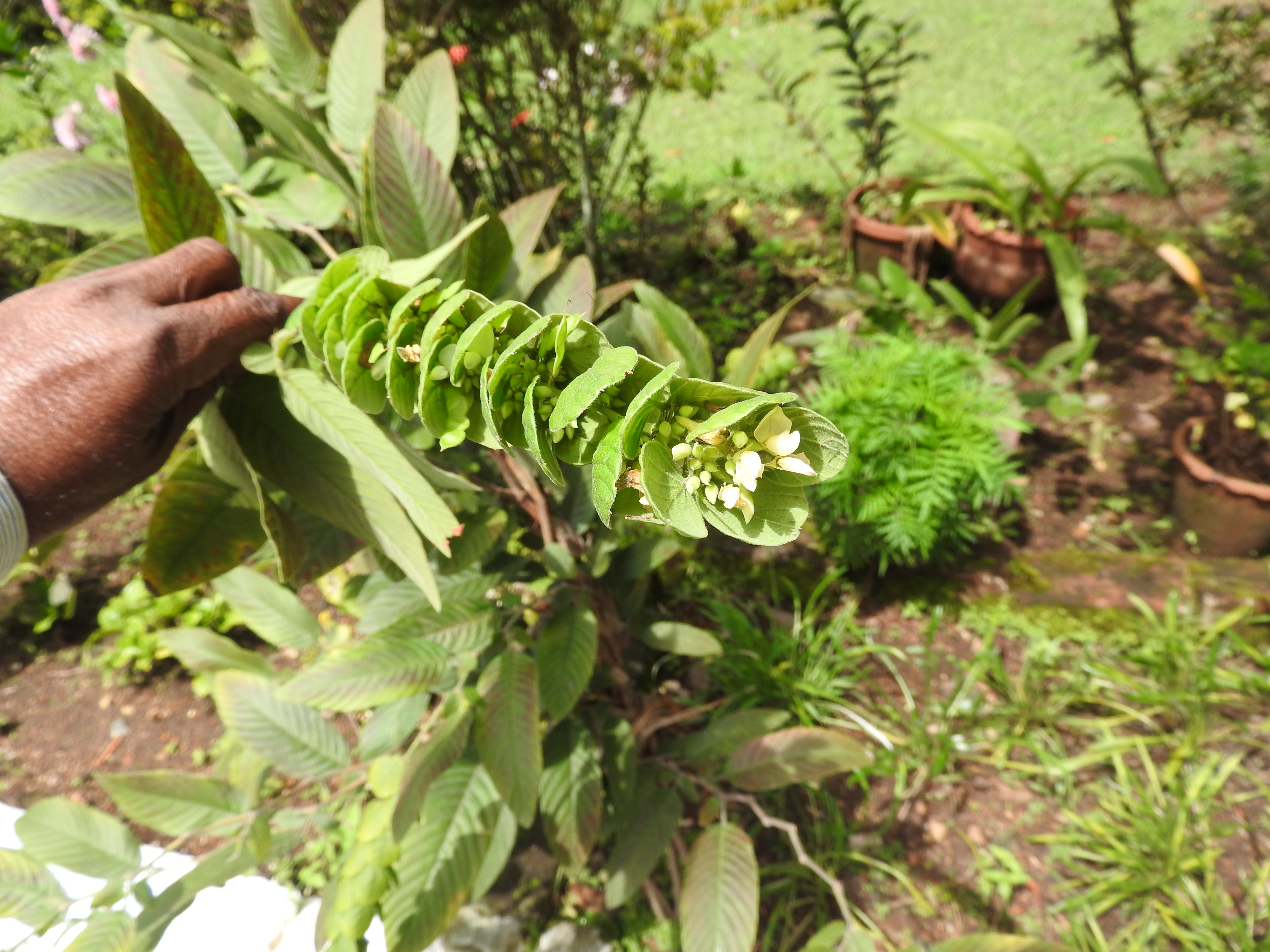
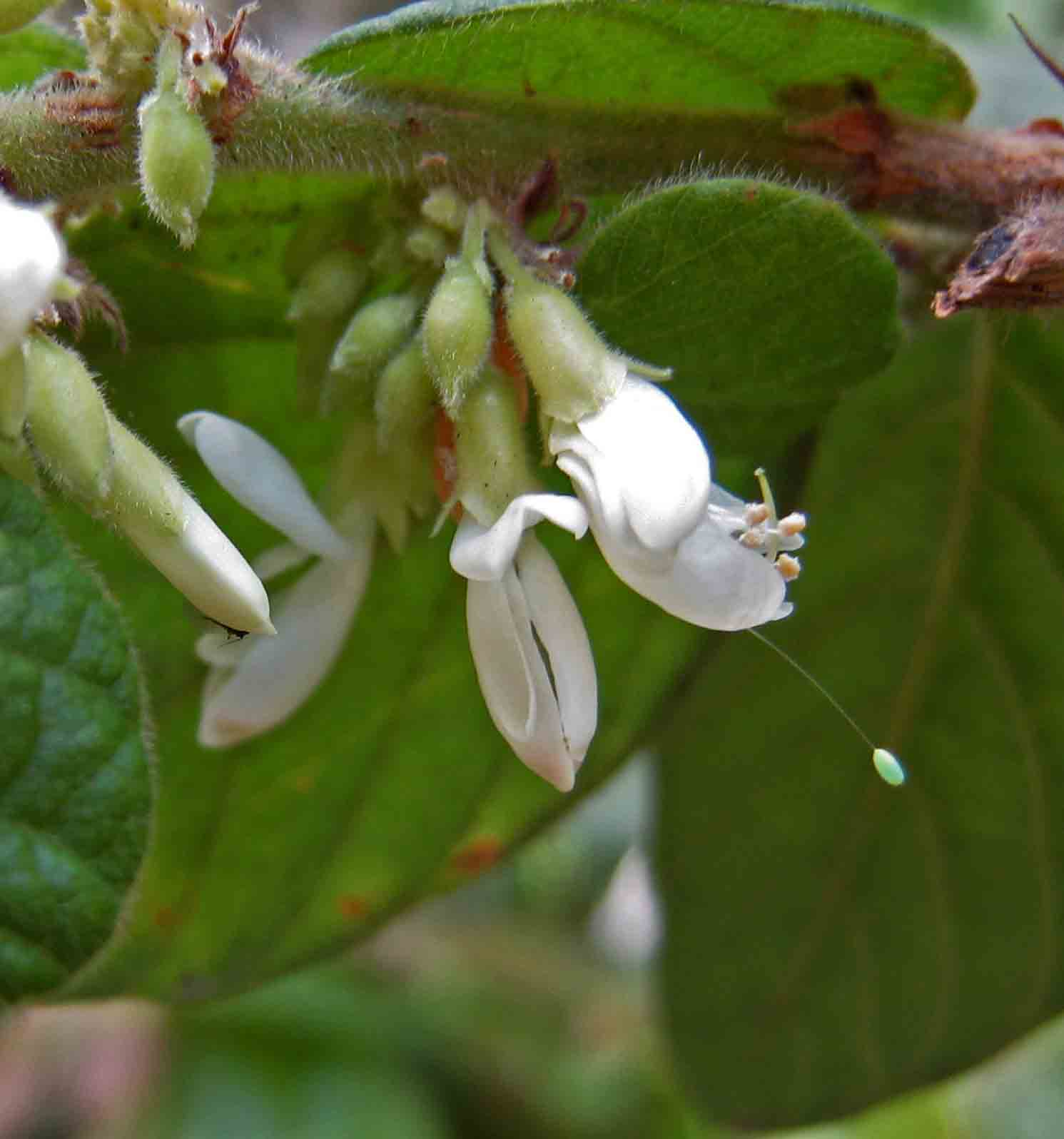

## Các loài
- Phyllodium elegans
- Phyllodium grande
- Phyllodium hackeri
- Phyllodium insigne
- Phyllodium kurzii
- Phyllodium kurzianum
- Phyllodium longipes
- Phyllodium lutescens
- Phyllodium pulchellum
- Phyllodium pulchrum
- Phyllodium siamense
- Phyllodium vestitum